# Carlos Coloma (militair)

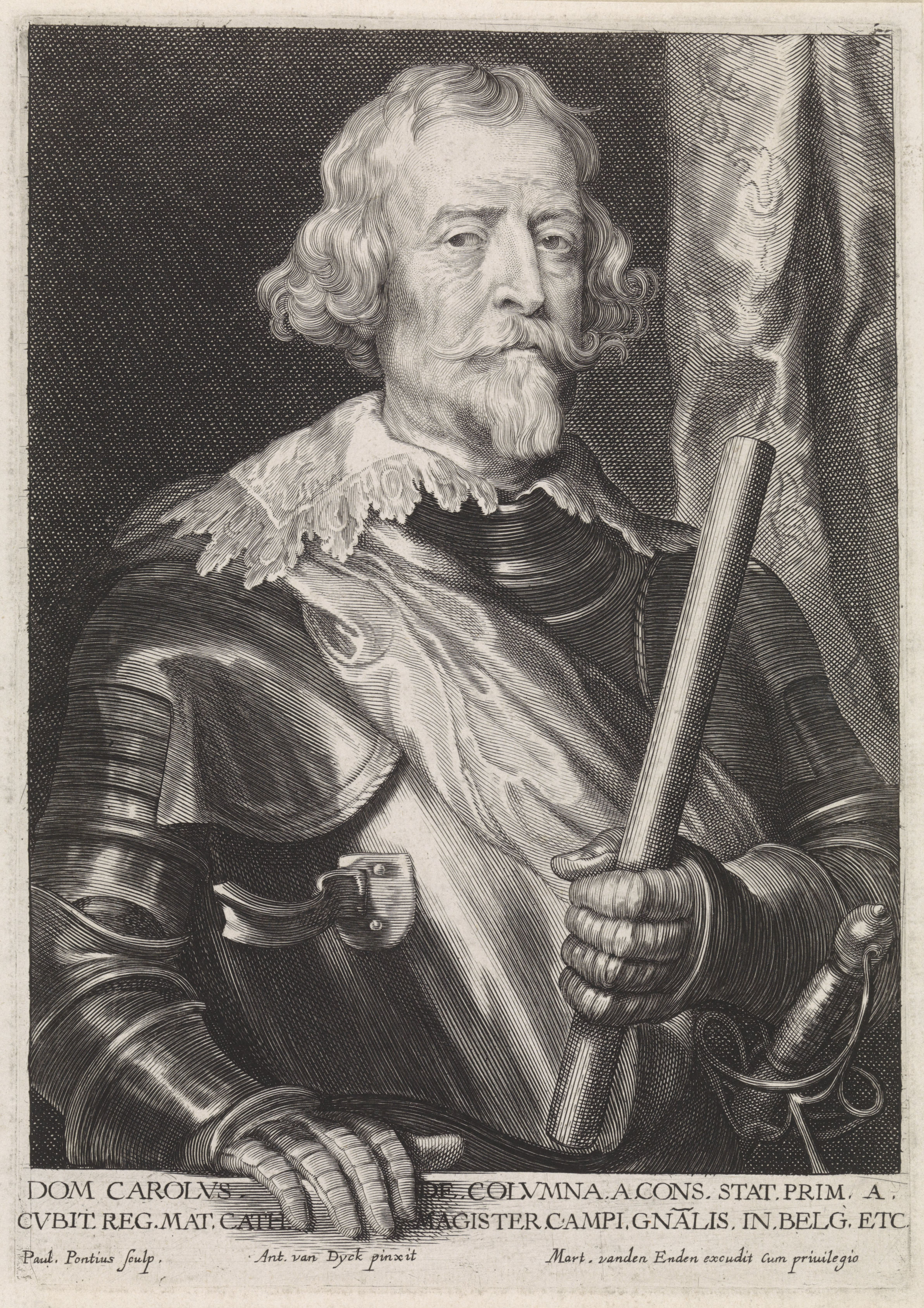
Portret van Carlos Coloma
(gravure door Paulus Pontius naar Anthony van Dyck).

Carlos Coloma of Carlos Coloma de Saa, eerste markies van Espinar (Alicante, 9 februari 1566 – Madrid, 23 november 1637) was een Spaans militair commandant, diplomaat en auteur. Hij is ook bekend als vertaler van Tacitus' werk.

## Biografie
Carlos Coloma werd geboren in een adellijke familie met sterke militaire banden. Zijn vader was Don Juan Coloma y Cardona, eerste graaf van Elda, die ook militair en schrijver was. Hij startte zijn carrière als vaandrig in 1581 en vocht in Portugal, Sicilië, de Spaanse Nederlanden en Duitsland, en behaalde uiteindelijk de rang van maestro de campo general een Spaanse rang die net onder die van kapitein-generaal stond.
Na zijn diensttijd als gouverneur van Roussillon (1600-1611) en onderkoning van Mallorca (1611-1617), werd hij gouverneur van Kamerijk in 1617. In 1620 trok hij onder Ambrogio Spinola van de Spaanse Nederlanden naar de Palts om de opstandige keurvorst Frederik V van de Palts te straffen. Spinola veroverde onder andere de steden Bad Kreuznach, Lorch, Bachrach en Kaub. In 1621 volgde hij Spinola op als opperbevelhebber over de Spaanse invasie van de Palts. Het volgende jaar volgde hij Diego Sarmiento de Acuña op als de Spaanse ambassadeur van Engeland. Toen er in 1624 oorlog uitbrak tussen Engeland en Spanje werd hij teruggeroepen waarna hij deelnam aan Spinola's Beleg van Breda (augustus 1624-juni 1625); waarschijnlijk werd hij geportretteerd op Velázquez' schilderij De overgave van Breda. Na een periode als commandant van het hertogdom Milaan keerde Coloma terug naar Londen in het jaar 1630 om daar de vrede te herstellen tussen Spanje en Engeland. Vanaf 1631 tot zijn terugkeer naar Spanje in 1634, trad hij op als opperbevelhebber van het Spaanse leger in Vlaanderen. Tijdens zijn laatste jaren diende hij onder Filips IV als plaatsvervangend burgemeester en lid van de Spaanse Raad van State.
Carlos Coloma ontving voor zijn verdiensten de Orde van Sint-Jacob van het Zwaard in 1591 en kreeg het commando over Montiel y La Ossa in 1621. Op 16 september 1627 benoemde koning Filips IV hem tot Markies van Espinar. Hij trouwde met een Vlaamse adellijke vrouw, Margareta van Liedekerke.

## Werken
- Carlos Coloma, De las guerras de los Estados Baxos, desde el año de M.D.LXXXVIII. hasta el de M.D.XC.IX (Cambrai, Jean de la Rivière, 1622). Verdere edities: Antwerpen 1624 en 1635, en Barcelona 1627.
- Obras de Cajo Cornelio Tacito, Carlos Coloma's vertaling (Douai, Wyon, 1629).

## Referentie
- Miguel Angel Guill Ortega, Carlos Coloma, 1566-1637: Espada y pluma de los tercios (Madrid, Editorial Club Universitario, 2007).

- Biblioteca Nacional de España: XX843506
- Bibliothèque nationale de France: cb14617159k (data)
- Catàleg d'autoritats de noms i títols de Catalunya: 981058510680306706
- Gemeinsame Normdatei: 129700606
- International Standard Name Identifier: 0000 0001 1845 3911
- Library of Congress Control Number: nr93052096
- Nederlandse Thesaurus van Auteursnamen: 338566872
- Réseau des bibliothèques de Suisse occidentale: 02-A014204457
- SNAC: w6r22bf2
- Système universitaire de documentation: 151558094
- Virtual International Authority File: 100951582
- WorldCat: E39PBJcKQb9TBjDxkf9Hy4jXBP